# Ян Цзюнь
Ян Цзюнь (楊駿) (ум. 291), почетное имя Вэньчжан (文長) — чиновник во время правления У-ди и регент Хуэй-ди (династия Цзинь).

## Биография
Ян Цзюнь происходил из Хуннуна (弘農, ориентировочно современный Саньмэнься, Хэнань). Когда У-ди женился на Ян Чжи, дочери Ян Цзюня, и сделал её императрицей (276 год), Ян Цзюнь стал важным чиновником в правительстве, где проявлял чрезмерное высокомерие. В поздние годы своего правления император проводил много времени на пирах и в обществе женщин. Теперь Ян Цзюнь и его братья Ян Яо (楊珧) и Ян Цзи (楊濟) обрели большую власть.
Как только У-ди заболел (в 289 году), он стал думать, кого сделать регентом. Император считал Ян Цзюня и своего дядю Сыма Ляна, вана Жунани, наиболее уважаемыми среди имперских принцев. Вследствие этого Ян Цзюнь стал бояться Сыма Ляна и отправил его в главный город Сюйчана (許昌, современный Сюйчан, Хэнань). Несколько других имперских принцев также были отправлены в другие важные города. С 290 года У-ди принял решение сделать регентами обоих — и Ян Цзюня, и Сыма Ляна. Однако после написания завещания, оно было захвачено Ян Цзюнем, который заменил его другим, где регентом назван только он сам. Вскоре после этого император умер. Наследный принц Чжун стал императором Хуэй-ди.
Ян Цзюнь стал регентом Хуэй-ди. Многие критиковали его за то, что он энергично взялся за усиление собственной безопасности, а также за отсутствие на похоронах У-ди. Опасаясь честолюбивой жены императора, Цзя Наньфэн, он повелел, чтобы все императорские указы подписывались его дочерью, вдовствующей императрицей. Ян знал, что у него много врагов, и пытался замирить их, щедро раздавая должности, но это лишь показало его шаткое положение. Его союзники, вместе с братом, Ян Цзи, пытались убедить его пригласить в столицу Сыма Ляна для того, чтобы он стал вторым регентом, и таким образом, смягчилась напряженность. Однако Ян Цзюнь всё время отказывал.
Императрица Цзя, желавшая войти в правительство, была недовольна сложившейся ситуацией. Поэтому она вступила в сговор против семьи Ян с евнухом Дун Мэном (董猛) и генералами Мэн Гуаном (孟觀) и Ли Чжао (李肇). Она попробовала вовлечь в заговор Сыма Ляна, но тот отказался. Вместо него она убедила брата Хуэй-ди, Сыма Вэя, вана Чу, присоединиться к её плану. После того, как в 291 году Сыма Вэй вернулся со своих позиций (область Цзин (荊州, современные Хубэй и Хунань)) в Лоян вместе с войском, осуществление переворота стало реальностью.
Цзя Наньфэн, легко контролировавшая своего мужа, попросила, чтобы он выпустил указ, в котором объявлялось о том, что Ян Цзюнь — преступник и должен быть удален со своих постов. Сыма Вэю и Сыма Яо (司馬繇), гуну Дунъани, поручалось атаковать силы Яна и защищаться от контратак. Вскоре стало ясно, что Ян оказался в тяжелом положении, особенно после того, как отклонил предложение своих стратегов сжечь дворцовые ворота, чтобы временно задержать наступление имперской гвардии. Ян Чжи, пойманная в ловушку во дворце, написала указ, призывая оказать поддержку Ян Цзюню, прикрепила его к стрелам и выпустила их за пределы дворца. Тогда императрица Цзя сделала смелое заявление, что Ян Чжи совершила измену. Ян Цзюнь был быстро побежден, а его семья истреблена.